# اوی‌سنت‌ایوان
اوی‌سنت‌ایوان (به مجاری:  Újszentiván) یک منطقهٔ مسکونی در مجارستان است که در چونگراد-چاناد واقع شده‌است. اوی‌سنت‌ایوان ۱۵٫۴۹ کیلومتر مربع مساحت و ۱٬۵۷۸ نفر جمعیت دارد.